# Stefan Piotr Mierzwa
Stefan Piotr Mierzwa, Stephen P. Mizwa (ur. 12 listopada 1892 w Rakszawie, zm. 16 stycznia 1971 w Houston) – polski ekonomista i publicysta mieszkający w USA, działacz polonijny, popularyzator historii, twórca Fundacji Kościuszkowskiej w Nowym Jorku.

## Życiorys
Pochodził z wielodzietnej chłopskiej rodziny Pawła i Zofii Mierzwów. Uczęszczał do czteroklasowej szkoły podstawowej w Baszni Dolnej. W 1910 roku na pokładzie niemieckiego parowca „Princess Irene” dotarł do USA. Kształcił się utrzymując się z pracy fizycznej. W 1921 uzyskał dyplom z ekonomii w Harvard University. W latach 1921–1924 był profesorem nadzwyczajnym ekonomii politycznej w Drake University w Des Moines. W latach 1923–1924 zorganizował Polsko-Amerykański Komitet Stypendialny, w 1925 przekształcony w Fundację Kościuszkowską, której w latach 1955–1970 był prezesem. Doktor honoris causa American International College w Springfield (1932). 
Zmarł 16 stycznia 1971 w Houston. Pochowany na cmentarzu w Chicopee.

## Wybrane publikacje
- Fundacja Kościuszkowska jako symbol łączności Ameryki i Polski, Kraków 1930.
- O język polski w szkołach amerykańskich, New York: Fundacja Kościuszkowska 1935.
- The spirit of Polish culture, New York: The Kosciuszko Foundation 1940.
- (redakcja) Great Men and women of Poland, ed. by Stephen P. Mizwa, New York: Macmillan 1943.
- Nicholas Copernicus, 1543–1943, New York: The Kosciuszko Foundation 1943.
- (wstęp) Kazimierz Bulas, Francis J. Whitfield, The Kościuszko Foundation dictionary : English-Polish, Polish-English. Vol. 1, English-Polishpreface S. P. Mizwa, Warszawa: Państwowe Wydawnictwo Naukowe - The Hague: Mouton and Co. 1961.
- (wstęp) Kazimierz Bulas, Lawrence L. Thomas, Francis J. Whitfield, The Kościuszko Foundation dictionary : English-Polish, Polish-English. Vol. 2, Polish-English, Preface by S. P. Mizwa, Warszawa: Państwowe Wydawnictwo Naukowe - Mouton and Co. 1962.
- Tadeusz Kościuszko (1746–1817) : American revolutionary war patriot and national hero of Poland, an address by Stephen P. Mizwa at The Kosciuszko Foundation Members Day Program, October 21, 1967.

## Odznaczenia
- Srebrny Wawrzyn Akademicki (5 listopada 1935)[2]
- Odznaka honorowa „Zasłużony dla Województwa Podkarpackiego” (pośmiertnie, 29 czerwca 2015)[3]

## Upamiętnienie
Od czerwca 1990 Szkoła Podstawowa nr 2 w Rakszawie nosi imię Stefana Mierzwy.